# Bologna Football Club 1961-1962
Questa voce raccoglie le informazioni riguardanti il Bologna Football Club nelle competizioni ufficiali della stagione 1961-1962.

## Stagione
Nella stagione 1961-1962 il Bologna disputa il campionato di Serie A, con 45 punti in classifica si piazza al quarto posto. Lo scudetto tricolore va al Milan che ottiene con 53 punti il suo ottavo titolo di Campione d'Italia, davanti all'Inter con 48 punti e terza la Fiorentina con 46 punti. Retrocedono in Serie B il Padova ed il Lecco con 23 punti e l'Udinese con 17 punti. Per il Bologna miglior realizzatore stagionale Marino Perani con 12 reti in 27 partite, di cui 6 su calci di rigore, mentre Ezio Pascutti è stato autore di 11 reti. In Coppa Italia il Bologna entra al secondo turno ma viene subito estromesso dal Catanzaro che sbanca il Comunale (7-8) dopo i calci di rigore, la partita dopo i tempi supplementari era terminata (1-1). Nella Coppa Mitropa vinta la scorsa stagione, vince il girone C di qualificazione superando la Stella Rossa, lo Slovan Bratislava e l'Honved Budapest, in semifinale supera la Dinamo Zagabria (3-2) poi in finale cede al Vasas, perdendo (5-1) a Budapest e vincendo a Bologna (2-1).

## Divise
| Casa | Trasferta | Portiere |

## Rosa
| N. |                   | Ruolo | Calciatore                |
| -- | ----------------- | ----- | ------------------------- |
|    | Italia (bandiera) | P     | Rino Rado                 |
|    | Italia (bandiera) | P     | Attilio Santarelli        |
|    | Italia (bandiera) | D     | Bruno Capra               |
|    | Italia (bandiera) | D     | Carlo Furlanis            |
|    | Italia (bandiera) | D     | Francesco Janich          |
|    | Italia (bandiera) | D     | Edmondo Lorenzini         |
|    | Italia (bandiera) | D     | Franco Marini             |
|    | Italia (bandiera) | D     | Mirko Pavinato (capitano) |
|    | Italia (bandiera) | D     | Paride Tumburus           |
|    | Italia (bandiera) | C     | Giacomo Bulgarelli        |
|    | Italia (bandiera) | C     | Romano Fogli              |

| N. |                      | Ruolo | Calciatore          |
| -- | -------------------- | ----- | ------------------- |
|    | Italia (bandiera)    | C     | Bruno Franzini      |
|    | Italia (bandiera)    | C     | Marino Perani       |
|    | Italia (bandiera)    | C     | Antonio Renna       |
|    | Italia (bandiera)    | C     | Bruno Taverna       |
|    | Italia (bandiera)    | A     | Cesarino Cervellati |
|    | Uruguay (bandiera)   | A     | Héctor Demarco      |
|    | Danimarca (bandiera) | A     | Harald Nielsen      |
|    | Italia (bandiera)    | A     | Ezio Pascutti       |
|    | Italia (bandiera)    | A     | Claudio Veronesi    |
|    | Brasile (bandiera)   | A     | Luís Vinício        |

## Risultati

### Serie A

#### Girone di andata
| Arbitro: | Angonese (Mestre) |

|             |           |  |
| Nielsen 67’ | Marcatori |  |

| Arbitro: | Genel (Trieste) |

|                             |           |                        |
| Di Giacomo 21’ Lindskog 64’ | Marcatori | 29’ (rig.) 53’ Demarco |

| Arbitro: | Grignani (Milano) |

|  |           |                            |
|  | Marcatori | 13’, 35’ Hamrin 69’ Petris |

| Arbitro: | Rebuffo (Milano) |

|                 |           |                               |
| Kaloperovic 12’ | Marcatori | 51’ (rig.) Perani 83’ Nielsen |

| Arbitro: | De Marchi (Pordenone) |

|                |           |  |
| Bulgarelli 61’ | Marcatori |  |

| Arbitro: | Campanati (Milano) |

|                    |           |              |
| Law 19’ (rig.) 80’ | Marcatori | 83’ Furlanis |

| Arbitro: | Jonni (Macerata) |

|              |           |                        |
| Mencacci 28’ | Marcatori | 70’ Vinicio 90’ (rig.) |

| Bologna 4 ottobre 1961 8ª giornata | Bologna      | 0 – 0 | Atalanta | Stadio Renato Dall'Ara\| Arbitro: \| Adami (Roma) \| |
| Arbitro:                           | Adami (Roma) |       |          |                                                      |

| Arbitro: | Bonetto (Torino) |

|                               |           |  |
| Vinicio 10’ Perani 12’ (rig.) | Marcatori |  |

| Arbitro: | Righi (Milano) |

|                   |           |           |
| Prenna 20’ (rig.) | Marcatori | 89’ Renna |

| Arbitro: | Jonni (Macerata) |

|                       |           |                        |
| Perani 47’ (rig.) 58’ | Marcatori | 6’ Sivori 24’ Leoncini |

| Arbitro: | Gambarotta (Genova) |

|                         |           |                                                |
| Sormani 49’ Mazzero 64’ | Marcatori | 4’, 57’ Renna 30’ Bulgarelli 39’, 69’ Pascutti |

| Arbitro: | Politano (Cuneo) |

|             |           |              |
| Vinicio 59’ | Marcatori | 17’ Frascoli |

| Arbitro: | Rigato (Mestre) |

|                                 |           |               |
| Bulgarelli 7’, 60’ Pascutti 59’ | Marcatori | 42’ Angelillo |

| Arbitro: | Adami (Roma) |

|                                                                          |           |                                               |
| Hitchens 23’ (rig.) 62’ (rig.) Bettini 37’ Masiero 44’ Morbello 73’, 87’ | Marcatori | 9’ Vinicio 38’, 54’ Pascutti 42’ (rig.) Renna |

| Arbitro: | Rigato (Mestre) |

|  |           |                              |
|  | Marcatori | 28’ (rig.) Renna 58’ Vinicio |

| Arbitro: | Di Tonno (Lecce) |

|                            |           |                   |
| Vinício 28’ Bulgarelli 31’ | Marcatori | 64’ (rig.) Segato |

#### Girone di ritorno
| Arbitro: | Francescon (Padova) |

|             |           |  |
| Maestri 88’ | Marcatori |  |

| Arbitro: | Sbardella (Roma) |

|           |           |  |
| Perani 8’ | Marcatori |  |

| Arbitro: | Jonni (Macerata) |

|           |           |  |
| Bartu 48’ | Marcatori |  |

| Arbitro: | Marchese (Napoli) |

|                                             |           |                       |
| Pascutti 36’, 60’ Bulgarelli 50’ Perani 74’ | Marcatori | 8’ (rig.) Koloperovic |

| Arbitro: | Rigato (Mestre) |

|                                     |           |  |
| Danova 21’, 24’ Pavinato 31’ (aut.) | Marcatori |  |

| Arbitro: | De Marchi (Pordenone) |

|                                  |           |           |
| Bulgarelli 44’ Perani 64’ (rig.) | Marcatori | 68’ Baker |

| Arbitro: | Genel (Trieste) |

|                             |           |  |
| Gori 21’ (aut.) Nielsen 43’ | Marcatori |  |

| Arbitro: | Sebastio (Taranto) |

|                           |           |                    |
| Olivieri 53’ Da Costa 77’ | Marcatori | 87’ (aut.) Gardoni |

| Arbitro: | Sbardella (Roma) |

|  |           |                   |
|  | Marcatori | 80’ (aut.) Stenti |

| Arbitro: | D'Agostini (Roma) |

|                                     |           |              |
| Pascutti 16’, 62’ Perani 90’ (rig.) | Marcatori | 85’ Ferrigno |

| Arbitro: | De Robbio (Torre Annunziata) |

|                         |           |                             |
| Leoncini 72’ Mazzia 83’ | Marcatori | 12’, 52’ Nielsen 42’ Perani |

| Arbitro: | Angonese (Mestre) |

|                                 |           |  |
| Pini 1’ (aut.) Nielsen 62’, 86’ | Marcatori |  |

| Arbitro: | Bonetto (Torino) |

|             |           |            |
| Tesconi 74’ | Marcatori | 4’ Nielsen |

| Arbitro: | Jonni (Macerata) |

|             |           |                   |
| Jonnson 53’ | Marcatori | 66’, 84’ Pascutti |

| Arbitro: | Rigato (Mestre) |

|  |           |                               |
|  | Marcatori | 55’ Bicicli 77’ (rig.) Suárez |

| Arbitro: | Angonese (Mestre) |

|                               |           |             |
| Vincenzi 6’ (aut.) Perani 52’ | Marcatori | 73’ Delfino |

| Arbitro: | Ferrari (Milano) |

|             |           |                |
| Rozzoni 85’ | Marcatori | 46’ Bulgarelli |

### Coppa Italia
| Arbitro: | Carminati (Milano) |

|             |                      |                |
| Vinicio 54’ | Marcatori            | 63’ Mascalaito |
|             | Tiri di rigore 6 – 7 |                |

### Coppa Mitropa
| Arbitro: | Stoll |

|                                        |           |             |
| Bundzsák 38’, 52’, 56’, 59’ Machos 44’ | Marcatori | 30’ Nielsen |

| Arbitro: | Nedelkovski |

|                          |           |         |
| Bulgarelli 2’ Haller 20’ | Marcatori | 67’ Pál |

## Statistiche

### Statistiche di squadra
| Competizione | Punti | In casa | In casa | In casa | In casa | In casa | In casa | In trasferta | In trasferta | In trasferta | In trasferta | In trasferta | In trasferta | Totale | Totale | Totale | Totale | Totale | Totale | DR  |
| Competizione | Punti | G       | V       | N       | P       | Gf      | Gs      | G            | V            | N            | P            | Gf           | Gs           | G      | V      | N      | P      | Gf     | Gs     | DR  |
| ------------ | ----- | ------- | ------- | ------- | ------- | ------- | ------- | ------------ | ------------ | ------------ | ------------ | ------------ | ------------ | ------ | ------ | ------ | ------ | ------ | ------ | --- |
| Serie A      | 45    | 17      | 12      | 3       | 2       | 29      | 14      | 17           | 7            | 4            | 6            | 28           | 27           | 34     | 19     | 7      | 8      | 57     | 41     | +16 |
| Coppa Italia |       | 1       | 0       | 1       | 0       | 1       | 1       | -            | -            | -            | -            | -            | -            | 1      | 0      | 1      | 0      | 1      | 1      | 0   |
| Totale       |       | ..      | ..      | .       | .       | ..      | ..      | ..           | .            | ..           | .            | ..           | ..           | ..     | ..     | ..     | .      | ..     | ..     | +.. |

### Statistiche dei giocatori
| Giocatore     | Serie A  | Serie A | Coppa Italia | Coppa Italia | Totale   | Totale |
| Giocatore     | Presenze | Reti    | Presenze     | Reti         | Presenze | Reti   |
| ------------- | -------- | ------- | ------------ | ------------ | -------- | ------ |
| G. Bulgarelli | 26       | 8       | 1            | 0            | 27       | 8      |
| B. Capra      | 27       | 0       | 1            | 0            | 28       | 0      |
| C. Cervellati | 7        | 0       | -            | -            | 7        | 0      |
| H. Demarco    | 5        | 2       | -            | -            | 5        | 2      |
| R. Fogli      | 30       | 0       | 1            | 0            | 31       | 0      |
| B. Franzini   | 32       | 0       | 1            | 0            | 33       | 0      |
| C. Furlanis   | 11       | 1       | -            | -            | 11       | 1      |
| F. Janich     | 33       | 0       | 1            | 0            | 34       | 0      |
| E. Lorenzini  | 12       | 0       | -            | -            | 12       | 0      |
| F. Marini     | 1        | 0       | -            | -            | 1        | 0      |
| H. Nielsen    | 16       | 8       | -            | -            | 16       | 8      |
| E. Pascutti   | 28       | 11      | 1            | 0            | 29       | 11     |
| M. Pavinato   | 27       | 0       | 1            | 0            | 28       | 0      |
| M. Perani     | 27       | 11      | 1            | 0            | 28       | 11     |
| R. Rado       | 2        | -3      | -            | -            | 2        | -3     |
| A. Renna      | 13       | 5       | -            | -            | 13       | 5      |
| A. Santarelli | 32       | -38     | 1            | -1           | 33       | -39    |
| B. Taverna    | 1        | 0       | -            | -            | 1        | 0      |
| P. Tumburus   | 26       | 0       | 1            | 0            | 27       | 0      |
| C. Veronesi   | 1        | 0       | -            | -            | 1        | 0      |
| L. Vinicio    | 17       | 6       | 1            | 1            | 18       | 7      |